# Echeverría (stacja metra)
Echeverría – stacja metra w Buenos Aires, na linii B. Znajduje się pomiędzy stacją Los Incas a stacją Juan Manuel de Rosas. Otwarta w 2010.